# Uthussjön
Uthussjön är en sjö i Härjedalens kommun i Härjedalen och ingår i Göta älvs huvudavrinningsområde. Sjön har en area på 1,6 kvadratkilometer och ligger 774,8 meter över havet. Uthussjön ligger i Rogen Natura 2000-område.

## Delavrinningsområde
Uthussjön ingår i det delavrinningsområde (692121-132401) som SMHI kallar för Utloppet av Uthussjön. Medelhöjden är 809 meter över havet och ytan är 7,66 kvadratkilometer. Räknas de 4 avrinningsområdena uppströms in blir den ackumulerade arean 9,15 kvadratkilometer. Vattendraget som avvattnar avrinningsområdet har biflödesordning 2, vilket innebär att vattnet flödar genom totalt 2 vattendrag innan det når havet efter 722 kilometer. Avrinningsområdet består mestadels av skog (64 procent) och kalfjäll (13 procent). Avrinningsområdet har 1,77 kvadratkilometer vattenytor vilket ger det en sjöprocent på 23,1 procent.